# Субхондральная кость
Субхондральная кость (субхондральная костная пластинка) — периферический отдел эпифиза, непосредственно подлежащий под суставным хрящом и обладающий богатым кровотоком и иннервацией. Субхондральная кость служит прочным фундаментом для суставного хряща, поддерживая его нормальную структуру и трофику. Субхондральная кость жёстко спаяна с обызвествлённым слоем глубокой зоны суставного хряща.
В процессе оссификации субхондральная костная пластинка становится краевой зоной окостенения эпифиза, блокирующей дальнейший энхондральный остеогенез с сохранением суставного хряща кнаружи от неё.

## Клиническое значение
При развитии остеоартроза отмечается нарушение ремоделирования субхондральной кости. На ранних стадиях преобладает резорбция костной ткани, в дальнейшем костеобразование, напротив, повышается. Возможно, данные изменения являются первичными в патогенезе остеоартроза, инициируя деградацию хряща.